# Schkopau
Schkopau település Németországban, azon belül Szász-Anhalt tartományban. Lakosainak száma 10 929 fő (2023. december 31.). Schkopau Schkeuditz és Merseburg községekkel határos.

## Népesség
A település népességének változása:
| Lakosok száma | 10 840 | 10 870 | 10 937 | 10 989 | 10 929 |
|               | 2017   | 2019   | 2021   | 2022   | 2023   |